# 柴田繁栄堂
柴田繁栄堂（しばたはんえいどう、柴田薬舗、薬種舗とも）は秋田県大仙市大曲にあった薬店である。

## 来歴
1602年（慶長7年）の国替時に佐竹公について常陸国から秋田町（秋田市）に住み、代々、作右衛門を名乗り、1740年（元文元年）に7代目である長蔵の折り、角館（仙北市角館）から大曲へ移住した時は米商であり、のちに薬種商に鞍替えし、財をなした家である。
現在の上大町にある三村茶舗（三長園）の南隣と、その裏一帯が御草園で、広大な土地を有し、1751年（宝暦元年）から1763年（明和2年）までの期間を伝馬肝煎、翌年から3年間は村の肝煎をつとめた。
文政年間には、10代・常保が大曲では唯一となる当時の村をはじめ、仙北郡内の村民の記録を書いた「常保日記」をあらわし、今日に至るもその貴重な資料は評価されている。
昭和の中頃、12代・義次郎の時代まで大曲に居住したが、その後に角館町に引っ越した古い家柄である。その子孫は、角館町の町長であった十郎（平成20年5月2日没）。

## 月の出羽路
菅江真澄の『月の出羽路』によると、有明屋（酒屋）の勇七（当時の肝煎）、薬屋の長吉、「万石どおし」を作った吉沢伊左衛門、書画古器類などの収集家というべき斉藤勘右衛門などの家の名前が見えるという。

## 柴田常保日記
1826年（文政9年）の9月頃、常保の隣の三村長七が頭痛で体調が悪くなり、やがて重体となり、医者（藤井玄信）に運ばれたことが書いてある。

## 領内の薬店
「大曲市史　第二巻」によると、江戸末期に秋田藩から許可を受けてるのは、「久米理三郎、佐々木山三郎、能登屋吉太郎、須田平蔵、利孫右衛門、升屋与右衛門、帯屋喜兵衛、斉藤多四郎、佐藤平助、大和屋伝右衛門、鶴田吉右衛門、田中三郎衛門、金屋○三郎（○は原文が読めないため）、柴田常保」ら14件となっており、一方、半田和彦の「秋田藩の武士社会」では、領内44件が許可を得ているとある。